# Berta de Bretanya
Berta de Bretanya (nascuda el 1114 - morta el 1156), també coneguda sota el nom de Berta de Cornualla, filla de Conan III de Bretanya i de Matilde d'Anglaterra (filla il·legítima d'Enric I d'Anglaterra o Enric Beauclerc, va ser suo jure duquessa de Bretanya de 1148 a 1156. Fou el darrer membre de la casa de Cornualla que va regnar a Bretanya.

## Biografia
El 1138, Berta es va casar amb Alan el Negre, comte de Penthièvre, creat primer comte de Richmond per Esteve d'Anglaterra per recompensar-lo del seu paper en el moment de la deposició de Matilde d'Anglaterra. El matrimoni entre Berta i Alan hauria tingut com a objectiu reunir Bretanya al camp portat per Esteve en el moment de l'anarquia anglesa.
El 1146, mor el seu espòs, Berta va tornar a Bretanya on es va casar amb Eudes vescomte de Porhoet. Dos anys més tard, el seu pare el duc Conan III, sobre el seu llit de mort, va desheretar al fill Hoel, amb motiu que aquest últim seria un bastard. va reconèixer llavors al seu net Conan com a hereu sota la tutela d'Eudes de Porhoet, sent Berta l'hereva de Bretanya. El rebuig a Hoel d'acceptar aquest desheretament va provocar una greu crisi successòria.
Quan va morir Berta el 1156, va esclatar una guerra entre el seu fill Conan IV el Negre, i Eudes aliat a Hoel, que desitjava apropiar-se del poder. Al final de 1156, Conan va aconseguir tanmateix vèncer el seu sogre i salvaguardar l'heretatge de la seva mare.

### Matrimonis i descendència
De la seva unió amb Alan el Negre, Berta va tenir tres nens:
- Conan, futur duc de Bretanya sota el nom de Conan IV.
- Constància, casada amb Alan III de Rohan.
- Enougen, abadessa de Notre-Dame du Nid-au-Merle.

La seva unió amb Eudes II de Porhöet no va tenir posteritat.